# Aïdyn Aimbetov
Aïdyn Aimbetov (en kazakh : Айдын Аимбетов) est un cosmonaute kazakh né le 27 juillet 1972. Il a été sélectionné en 2002 dans le premier groupe de cosmonautes kazakhs avec Mukhtar Aymakhanov et son entraînement de base s'est terminé en 2005.
Le 2 septembre 2015, il décolle en direction de l'ISS à bord du Soyouz TMA-18M, avec le Danois Andreas Mogensen et le Russe Sergueï Volkov. Il remplace la chanteuse britannique Sarah Brightman, initialement prévue comme touriste spatiale pour ce vol, mais qui a dû y renoncer. Il rentre 9 jours plus tard sur le Soyouz TMA-16M avec Mogensen et Guennadi Padalka. Sa mission a été rendue possible par la One Year Mission qui a libéré deux « sièges ».